# Manina Mouaden
Pour les articles homonymes, voir Mouaden.
Manina Mouaden (en arabe : منينة مودن) est une femme parlementaire marocaine.
Députée membre du Parti de la justice et du développement élue pour le mandat 2016-2021, Manina Mouaden est membre de la commission l'enseignement, de la culture et de la communication au Parlement marocain. Elle fait partie du groupe parlementaire Justice et Développement.
Elle fut la première à annoncer l'ouverture d'un bureau de proximité sur la ville de Guelmim.
Manina Mouaden est une professeur et activiste associative.